# コーチ (バス)
コーチ（英語: coach）は、イギリス英語で、一般的なバス車両よりも長時間・長距離移動に適するような設備（アコモデーション）を設けた車両。

## 規格
ヨーロッパでは2001年に当時の欧州共同体（EC）の指令（Directive2001/85/EC）で、コーチおよび長距離バスについて22人乗り以上の Class IIおよび Class IIIの車両をいうとしている。Class IIは主として着座状態での旅客輸送を想定しているが通路部にも立ち席を設けた車両である。Class IIIは着座した状態での旅客の運送のみを目的とする車両である。

## SIC
欧米などでは各地を周遊する乗合型のバスツアーであるシート・イン・コーチ（SIC）が利用されている。
ヨーロッパのシート・イン・コーチ（SIC）のツアーでは、複数の国をまたいだり、行程が長期間に及ぶものなど様々なツアーが実施されている。旅行会社が複数のルートをコース（商品）として設定し、旅行会社と販売契約を締結した旅行エージェントがその基本ルートを組み合わせて独自コースを設定して企画を行うこともある。旅行者も旅行会社が設定したコースを部分的に利用しながら、二次交通が困難なエリアの観光地への移動手段や、自身が独自に手配した滞在予定地までの観光兼移動手段として利用するなどコース設定の柔軟性に特徴がある。